# Hagge
Hagge er et byområde i Smedjebackens kommun i Dalarnas län i Sverige, beliggende ved søerne Haggen og Haggeån, cirka 10 kilometer vest for Smedjebacken og 10 kilometer øst for Ludvika.

## Historie
Hagge er vokset op omkring det jernværk, som blev grundlagt i 1600-tallet og som var i drift frem til 1910. Den store herregård blev revet ned i 1950'erne, og en golfbane er efterfølgende blevet anlagt på området.

## Bebyggelsen
I Hagge findes børnehave samt folkeskole op til og med 6. årgang.